# Amaranthus tenuifolius
Amaranthus tenuifolius är en amarantväxtart som beskrevs av Carl Ludwig von Willdenow. Amaranthus tenuifolius ingår i släktet amaranter, och familjen amarantväxter. Inga underarter finns listade i Catalogue of Life.